# 善溪乡
善溪乡，是中华人民共和国湖南省怀化市溆浦县下辖的一个乡镇级行政单位。

## 行政区划
善溪乡下辖以下地区：
一心村、登山村、两溪村、青树村、金龙村、木楠村、梅坪村、梧桐村、黑塘村、大花村、堆金村和金鸡村。